# Список умерших в 754 году

## Июнь
- 5 июня:
  - Святой Бонифаций, архиепископ в Майнце, наиболее видный миссионер и реформатор церкви в государстве франков, прославившийся как Апостол всех немцев.
  - Эобан Утрехтский, епископ Утрехта, просветитель Германии, священномученик.
- 8 июня — Абуль-Аббас ас-Саффах, арабский государственный деятель, первый халиф из династии Аббасидов (750—754).

## Август
- 17 августа — Карломан, майордом Австразии (741—747) из династии Пипинидов.

## Дата смерти неизвестна или требует уточнения
- Анастасий, Константинопольский патриарх (730—754).
- Ансемунд, граф Нима (737—754).
- Родри ап Идвал, король Гвинеда (720—754).
- Хильтруда, дочь майордома Франкского государства Карла Мартелла, супруга правителя Баварии Одилона, регент в малолетство своего сына Тассилона III (748—754).
- Цуй Хао, китайский поэт времён империи Тан.